# الفاو (وادي الدواسر)
الفاو، هي قرية من فئة (ب) تقع في محافظة وادي الدواسر، والتابعة لمنطقة الرياض في السعودية. وتبعد الفاو عن محافظة وادي الدواسر بمسافة تقارب () كم.